# Občine Norveške
Norveška je od 1. januarja 2020 razdeljena na 11 administrativnih regij oz. okrožij (fylker, ednina: fylke) in 422 občini (kommuner). Glavno mesto Norveške, Oslo je obravnavano kot občina in kot administrativna regija. Spodnji seznam »Občine Norveške« je razvrščen po abecedi. 
Občine so osnovne enote lokalne oblasti na Norveškem in prevzemajo odgovornost za osnovno izobrazbo prebivalcev (do 10 let šolanja), zdravstvo, oskrbo starejših občanov, nezaposlenost in druge socialne pomoči, ekonomski razvoj in občinske ceste. Verski sistem in pravne službe so na Norveškem uravnavane na nacionalnem nivoju. 
Norveške občine so v dolgoročnem postopku združevanja. Leta 1930 je bilo v državi 747 občin. V času nastanka tega članka jih je 422, vendar obstajajo načrti in politični pritiski za dodatne združitve.

## Seznam po administrativnih regijah
| Akershus | Aust-Agder | Buskerud | Troms og Finnmark | Troms og Finnmark | Hedmark | Hordaland | Møre og Romsdal | Nordland | |
| --- | --- | --- | --- | --- | --- | --- | --- | --- | --- |
| Asker Aurskog-Høland Bærum Eidsvoll Enebakk Fet Frogn Gjerdrum Hurdal Lørenskog Nannestad Nes Nesodden Nittedal Oppegård Rælingen Skedsmo Ski Sørum Ullensaker Vestby Ås                                                        | Arendal Birkenes Bygland Bykle Evje og Hornnes Froland Gjerstad Grimstad Iveland Lillesand Risør Tvedestrand Valle Vegårshei Åmli | Drammen Flesberg Flå Gol Hemsedal Hol Hole Hurum Kongsberg Krødsherad Lier Modum Nedre Eiker Nes Nore og Uvdal Ringerike Rollag Røyken Sigdal Øvre Eiker Ål                   | Alta Berlevåg Båtsfjord Deatnu / Tana Gamvik Guovdageaidnu / Kautokeino Hammerfest Hasvik Kárášjohka / Karasjok Kvalsund Lebesby Loppa Måsøy Nordkapp Porsanger / Porsáŋgu / Porsanki Sør-Varanger Tjeldsund Unjárga / Nesseby Vadsø Vardø | Alta Berlevåg Båtsfjord Deatnu / Tana Gamvik Guovdageaidnu / Kautokeino Hammerfest Hasvik Kárášjohka / Karasjok Kvalsund Lebesby Loppa Måsøy Nordkapp Porsanger / Porsáŋgu / Porsanki Sør-Varanger Tjeldsund Unjárga / Nesseby Vadsø Vardø | Alvdal Eidskog Elverum Engerdal Folldal Grue Hamar Kongsvinger Løten Nord-Odal Os Rendalen Ringsaker Stange Stor-Elvdal Sør-Odal Tolga Trysil Tynset Våler Åmot Åsnes                                            | Askøy Austevoll Austrheim Bergen Bømlo Eidfjord Etne Fedje Fitjar Fjell Fusa Granvin Jondal Kvam Kvinnherad Lindås Masfjorden Meland Modalen Odda Os Osterøy Radøy Samnanger Stord Sund Sveio Tysnes Ullensvang Ulvik Vaksdal Voss Øygarden | Aukra Aure Averøy Eide Fræna Giske Gjemnes Halsa Haram Hareid Herøy Kristiansund Midsund Molde Nesset Norddal Rauma Rindal Sande Sandøy Skodje Smøla Stordal Stranda Sula Sunndal Surnadal Sykkylven Tingvoll Ulstein Vanylven Vestnes Volda Ørskog Ørsta Ålesund | Alstahaug Andøy Beiarn Bindal Bodø Brønnøy Bø Dønna Evenes Fauske Flakstad Gildeskål Grane Hadsel Hamarøy Hattfjelldal Hemnes Herøy Leirfjord Lurøy Lødingen Meløy Moskenes Narvik Nesna Rana Rødøy Røst Saltdal Sortland Steigen Sømna Sørfold Træna Vefsn Vega Vestvågøy Vevelstad Vågan Værøy | |
| Oppland | Oslo | Rogaland | Sogn og Fjordane | Telemark | Troms / Romsa | Trøndelag | Vest-Agder | Vestfold | Østfold |
| Dovre Etnedal Gausdal Gjøvik Gran Jevnaker Lesja Lillehammer Lom Lunner Nord-Aurdal Nord-Fron Nordre Land Ringebu Sel Skjåk Sør-Aurdal Sør-Fron Søndre Land Vang Vestre Slidre Vestre Toten Vågå Østre Toten Øyer Øystre Slidre | Oslo | Bjerkreim Bokn Eigersund Gjesdal Haugesund Hjelmeland Hå Karmøy Klepp Kvitsøy Lund Randaberg Sandnes Sauda Sokndal Sola Stavanger Strand Suldal Time Tysvær Utsira Vindafjord | Askvoll Aurland Balestrand Bremanger Eid Fjaler Flora Førde Gaular Gloppen Gulen Hornindal Hyllestad Høyanger Jølster Leikanger Luster Lærdal Naustdal Selje Sogndal Solund Stryn Vik Vågsøy Årdal                                         | Bamble Bø Drangedal Fyresdal Hjartdal Kragerø Kviteseid Nissedal Nome Notodden Porsgrunn Sauherad Seljord Siljan Skien Tinn Tokke Vinje | Balsfjord Bardu Berg Dyrøy Gáivuotna / Kåfjord Gratangen Harstad Ibestad Karlsøy Kvæfjord Kvænangen Lavangen Lenvik Lyngen Målselv Nordreisa Salangen Skjervøy Skånland Storfjord Sørreisa Torsken Tranøy Tromsø | Agdenes Bjugn Flatanger Fosnes Frosta Frøya Grong Hemne Hitra Holtålen Høylandet Inderøy Indre Fosen Klæbu Leka Levanger Lierne Malvik Meldal Melhus Meråker Midtre Gauldal Namdalseid Namsos Namsskogan Nærøy Oppdal Orkdal Osen Overhalla Rennebu Roan Røros Røyrvik Selbu Skaun Snillfjord Snåsa Steinkjer Stjørdal Trondheim Tydal Verdal Verran Vikna Ørland Åfjord | Audnedal Farsund Flekkefjord Hægebostad Kristiansand Kvinesdal Lindesnes Lyngdal Mandal Marnardal Sirdal Songdalen Søgne Vennesla Åseral | Færder Holmestrand Horten Larvik Re Sande Sandefjord Svelvik Tønsberg | Aremark Askim Eidsberg Fredrikstad Halden Hobøl Hvaler Marker Moss Rakkestad Rygge Rømskog Råde Sarpsborg Skiptvet Spydeberg Trøgstad Våler |

## Največje občine
Po podatkih o številu prebivalstva iz 1. januarja leta 2006 (vir: SSB )
1. Oslo, 538.411 prebivalcev
2. Bergen, 242.158
3. Trondheim, 158.613
4. Stavanger, 115.157
5. Bærum, 105.928
6. Kristiansand, 76.917
7. Fredrikstad, 70.791
8. Tromsø, 63.596
9. Sandnes, 58.947
10. Drammen, 57.759
11. Asker, 51.484
12. Skien, 50.761
13. Sarpsborg, 50.115
14. Bodø, 44.992
15. Skedsmo, 43.201
16. Sandefjord, 41.555
17. Larvik, 41.211
18. Ålesund, 40.801
19. Arendal, 39.826
20. Karmøy, 37.928
21. Tønsberg, 36.919
22. Porsgrunn, 33.550
23. Ringsaker, 31.923
24. Haugesund, 31.738
25. Lørenskog, 30.929